# Ева Лентовська
Ева Лентовська (пол. Ewa Łętowska), уродж. Ева Олтажевська (рос. Ewa Ołtarzewska; нар. 22 березня 1940, Варшава) — польська юристка, професорка юридичних наук. З 1985 року працює в Інституті права Польської академії наук, а з 1997 року є членкинею Польської академії знань. У 1988 році стала першою особою, призначеною на посаду Уповноваженої з прав громадян у Польщі. У 1999-2002 роках працювала суддею Вищого адміністративного суду Польщі, а у 2002-2011 роках — суддею Конституційного Трибуналу Польщі.

## Життєпис
Ева Олтажевська народилася 22 березня 1940 року у Варшаві. У 1962 році закінчила факультет права та адміністрування Варшавського університету. У 1968 році здобула ступінь доктора права, а в 1975 році — габілітацію з цивільного права. У 1986 році їй було надано звання професора юридичних наук. У 1977-1987 роках очолювала відділ цивільного права Інституту права Польської академії наук.
Після запровадження в Польщі посади омбудсмена з прав громадян стала першою особою, яка обійняла цю посаду 1 січня 1988 року і залишила її 13 лютого 1992 року. У 1999-2002 роках працювала суддею Вищого адміністративного суду Польщі. У 2002 році була призначена суддею Конституційного трибуналу Польщі після того, як її кандидатуру підтримали Союз демократичних лівих сил, Польська селянська партія та Унія праці.
Працювала професоркою в Інституті правових наук Польської академії наук, а також була запрошеним професором у багатьох університетах, включаючи Університет Париж I Пантеон-Сорбонна. Вона була членкинею багатьох організацій, таких як Колегіум невидимий, Гельсінський комітет, Комітет експертів Міжнародної організації праці, Рада міжнародних юристів Académie de Droit Comparé, Польська академія знань та Комітет Польської академії наук.